# فوبرتال وينغز
فوبرتال وينغز (Wuppertal Wings) هو فريق كرة سلة ألماني للسيدات يقع مقره في فوبرتال. فاز مرة واحدة بالدوري الأوروبي لكرة السلة للسيدات (1996) وفاز بالدوري الألماني في 1989، 1993، 1994، 1995، 1996، 1997، 1998، 1999، 2000، 2001 و2002.